# Antroposofi

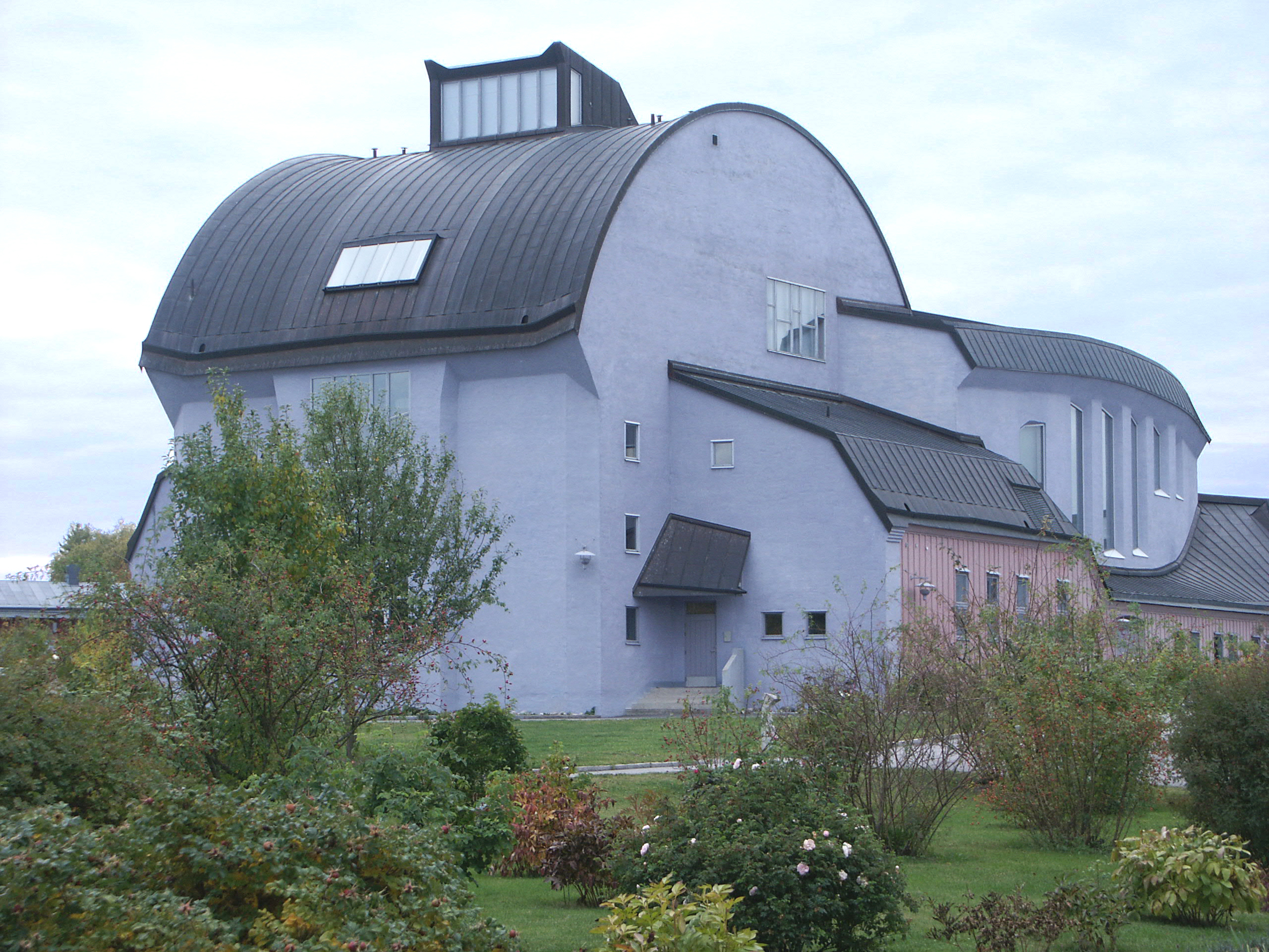
Kulturhuset i Ytterjärna (2005).

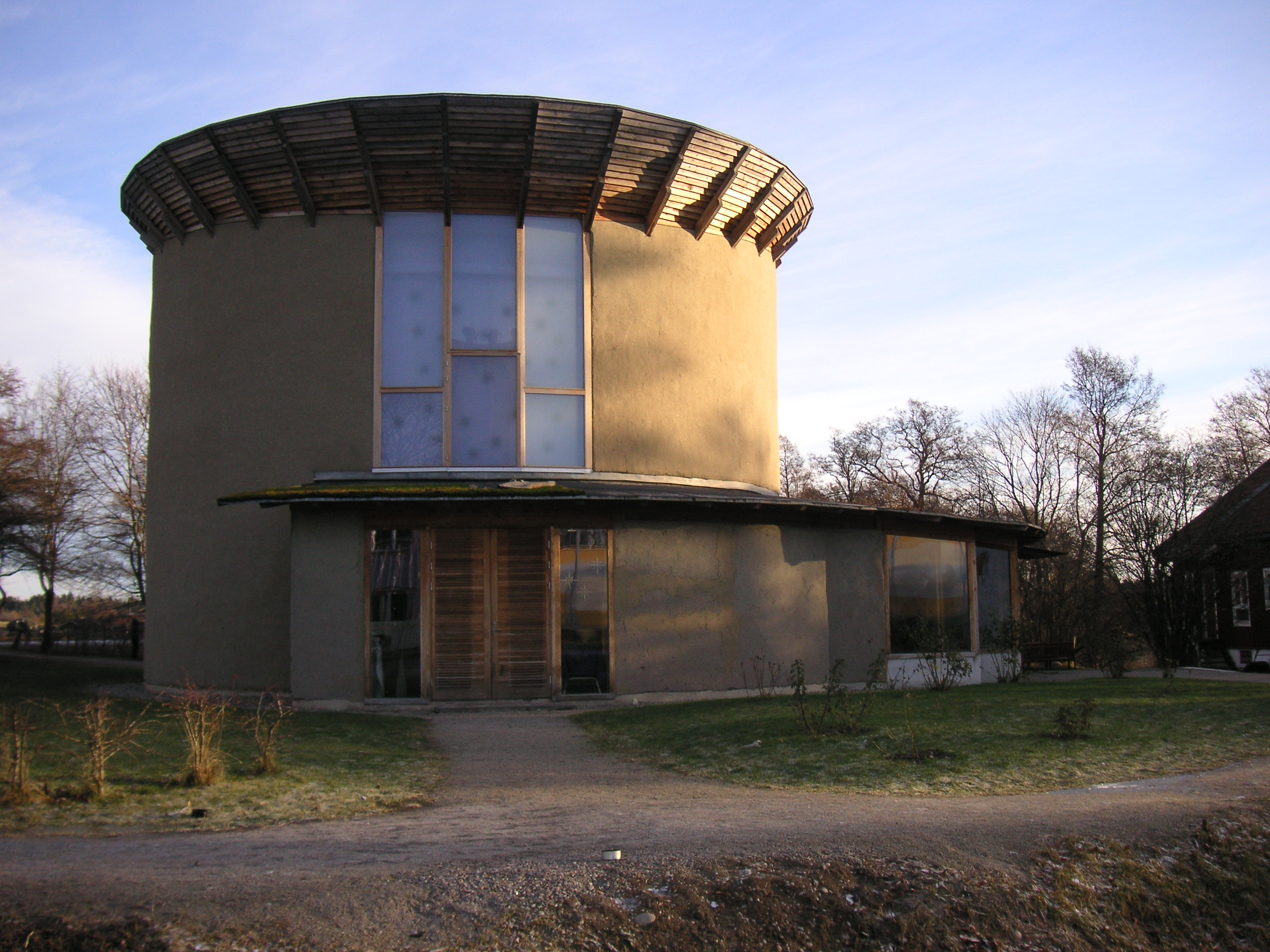
Kristofferuskyrkan, Kristensamfundets kyrka vid Saltå i Järna (2005).

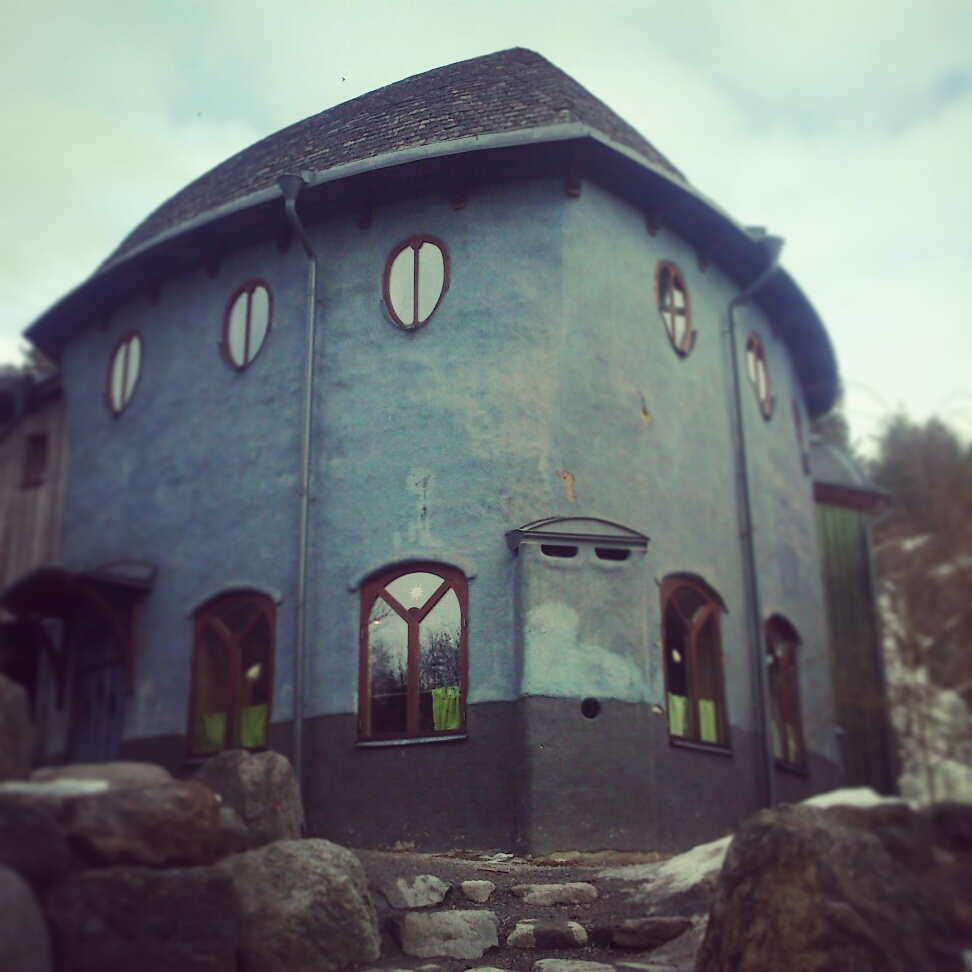
Solvikskolan i Järna.

Antroposofi (av grekiska anthropos, människa och sophia, vishet) är en gren av teosofin som grundades 1913 av en krets personer kring den österrikiske filosofen och esoterikern Rudolf Steiner sedan han brutit med Teosofiska samfundet och grundat Antroposofiska Sällskapet. Antroposofin vill överbrygga motsättningen mellan naturvetenskap och humanvetenskap eller mellan natur och kultur.
Enligt antroposofin måste varje människa individuellt utforska världen som en helhet, även om själsliga och materiella fenomen anses ha olika lagbundenheter. Genom egen aktiv utveckling, exempelvis iakttagelser, natur- och humanvetenskapliga studier, moraliska övningar, arbete och meditation anses alla människor ha möjlighet att nå kunskap om världen som helhet.
Den antroposofiska rörelsen omfattar ett antal praktiska verksamheter, Waldorfpedagogiken, läkepedagogiken, antroposofisk medicin och biodynamisk odling. Även konsten och arkitekturen har haft en central roll inom den antroposofiska rörelsen, som också omfattar det religiösa samfundet Kristensamfundet.
De antroposofiska verksamheter som kan utvärderas vetenskapligt – läkekonst, jordbruk, undervisning – är pseudovetenskapliga och verkningslösa, eller saknar vetenskaplig grund.

## Etymologi
Ordet antroposofi är bildat av grekiska antropos (ἄνθρωπος) "människa", och sofia (σοφία) "visdom". Ordet beskrivs av Nathan Bailey år 1742 som åsyftande "kunskap om människans natur". Den första hittills kända förekomsten av termen har dokumenterats i ett anonymt verk från 1575, Arbatel de magia veterum, vilket senare tillskrivits filosofen och mystikern Agrippa av Nettesheim. Till senare författare som använt begreppet hör Immanuel Hermann Fichte (1856), Gideon Spicker (1872) och Robert von Zimmermann (1882). Rudolf Steiner började använda termen antroposofi i början av 1900-talet.

## Historia
Rudolf Steiner var en känd skriftställare och kulturpersonlighet i Tyskland, forskare på Goethearkivet i Weimar, och arbetade med projektet att förnya den då förhärskande nykantianska filosofin genom idéer i Goethes naturvetenskapliga skrifter. När han år 1902 blev generalsekreterare i den tyska grenen av Teosofiska Samfundet - Adyar kom dock den akademiska världen att omedelbart ta avstånd från honom. År 1913 inträffade även en brytning med teosofin. Detta berodde främst på att han tagit avstånd från utropandet av en pojke – Krishnamurti – som den reinkarnerade Kristus. Steiner uteslöts ur föreningen, men Steiner och teosofer som stödde honom bildade då Antroposofiska Sällskapet, som nygrundades år 1923 som Allmänna antroposofiska sällskapet. Sällskapet har grupper och landssällskap i mer än 75 länder.

## Grunder i antroposofin
Antroposofi är enligt Steiner en kunskapsväg som vill överbrygga motsättningen mellan naturvetenskap (tyska Naturwissenschaft) och humanvetenskap (Geisteswissenschaft) eller mellan natur och kultur. Nationalencyklopedin beskriver antroposofin som en ”inre skolning” som bland annat innefattar:
”studier, noggranna naturiakttagelser, "moraliska övningar" för att utbilda färdigheter som tankekoncentration, viljestyrka och medkänsla samt rent meditativa tankeövningar. Därigenom kan – menar man – människan steg för steg uppnå erfarenhet av en "översinnlig" verklighet.
Antroposofin är individuellt inriktad och har målet att skapa ”medvetenhet om vad det innebär att vara människa”. Utifrån erfarenheten att människor lever med existentiella frågeställningar kring livet och döden och meningen med den egna tillvaron, där varken materialistisk världsåskådning eller traditionella religiösa föreställningar räcker för att tillfredsställa människors sökande, vill antroposofin erbjuda en fördjupning genom bland annat meditativa övningsvägar och ett vetenskapligt inriktat förhållningssätt till världen som helhet, det vill säga även ”andliga” dimensioner med syftet att stärka individens förmåga att ta itu med verkligheten.
Antroposofin uppfattas ofta postulera att det finns en andlig värld som är objektiv, intellektuellt förståelig och tillgänglig för direkt erfarenhet genom inre utveckling, genom medveten kultivering av en form av tänkande oberoende av sinnesintryck. I sin utforskning av den andliga världen försökte Steiner eftersträva samma precision och klarhet som naturvetenskapen vid utforskning av den ”fysiska” världen. Om detta är en tillräcklig grund för att betrakta antroposofin som en vetenskap är ifrågasatt och inslag i antroposofisk tradition har ofta betecknats som ockulta.
Många av Steiners skrifter är starkt påverkade av hans stora beläsenhet i sin tids vetenskapliga, filosofiska och teologiska debatt i det moderna genombrottet under sekelskiftet 1800/1900, då naturvetenskapen började tränga undan kyrkan som rättesnöre för människors världsbild. Steiner var påverkad av bland andra Goethe och den tyska idealismen, Kant, Schopenhauer, Nietzsche, teosofin, Haeckel och många andra samtida tänkare. Samtidigt uttrycker andra skrifter personliga upplevelser från hans utforskning av en ”översinnlig verklighet”.

## Teori

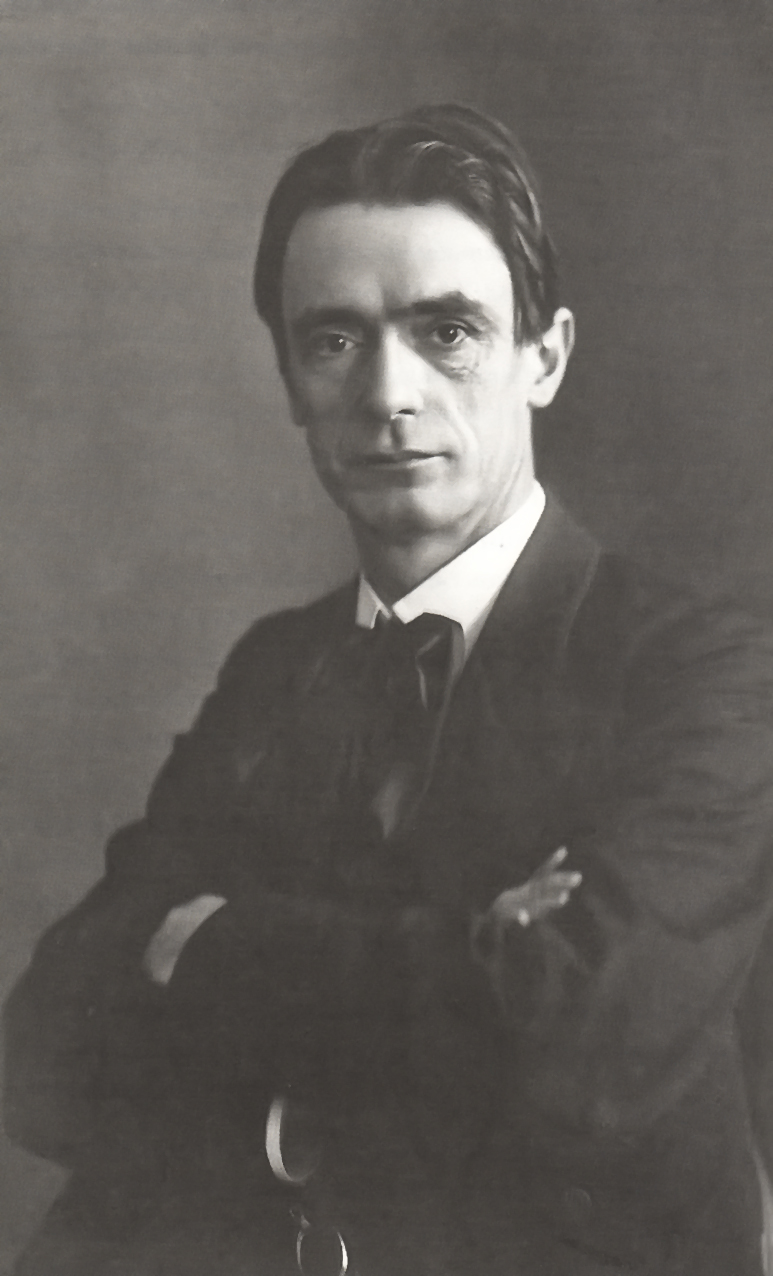
Rudolf Steiner, 1905.

Steiners verklighetsbild är monistisk. Antroposofer hävdade att ande och materia är två aspekter av samma sak, i motsats till dualismen. Steiner skrev att människan saknar organ för att iaktta det andliga, vilket får till följd att materia verkar försvinna och uppstå till synes ur tomma intet. De andliga organen, skrev Steiner, finns latent i varje människa och kan utvecklas genom bestämda övningar. Teorin beskrivs under namnet "Geisteswissenschaft" (andevetenskap, vetenskap om det andliga, humaniora).  Enligt Steiner var målet med antroposofin att söka sig fram till en helhetsförståelse av världen, där människan står i centrum, det innebar enligt honom att kunskapsbegreppet skulle utvidgas till att omfatta både naturvetenskapliga och humanvetenskapliga utsagor.
Antroposofin utgår enligt Steiner från den goetheanistiska kunskapsteorin, som han beskrev i sina huvudlinjer 1886.
Steiner skrev ner en metod med vilken han menade att man meditativt kan utforska vissa skikt av en kosmisk minnesbank, en sorts urminne ofta kallat Akashakrönikan. Utmärkande för antroposofin är den grundläggande människosyn som säger att människan inte bara består av en fysisk kropp utan har fyra olika "väsensled":
- Den fysiska kroppen, som vi har gemensamt med allt fysiskt, även mineralriket.
- Eterkroppen - ett kraftfält av formbildande energier, vitalitet, som även är människans minnesbank. Även växter och djur har en eterkropp.
- Astralkroppen - denna kan lämna kroppen, och det är enligt antroposofin det som sker när vi drömmer. Även djur har en astralkropp men inte lika komplex som människans.
- Jaget eller självet - lämnar kroppen efter döden och reinkarnerar senare i ett nytt liv.

I Steiners religiösa kosmologi skall solsystemet, efter ett första utvecklingsstadium, ha "reinkarnerat" tre gånger. Människan som idé fanns med redan från utvecklingsstadiet medan djurriket, växtriket och mineralriket har bildats efter hand. Kristus beskrivs inte i första hand som en religionsstiftare utan som ett kosmiskt väsen som vänder utvecklingen från materialisering till förandligande. Buddha, Krishna och andra religionsstiftare ses också som viktiga aktörer i antroposofin.
Reinkarnation är en del av antroposofin. Egenskaper och erfarenheter anses kunna bäras med mellan inkarnationerna och till exempel orsaka vissa sjukdomar. Brist på balans mellan de fyra väsensleden beskrivs även det leda till sjukdomar och försök till upprätthållandet av balansen mellan dem är också grunden för Waldorfpedagogiken så att varje väsensled ska tillfredsställas i undervisningen. Antroposofer anser växter indirekt besjälade, en tro som tar sig uttryck i biodynamiskt jordbruk.

## Skolningsvägen
Rudolf Steiner menade att antroposofi i första hand är en kunskapsväg, inte en lära att sprida. Denna väg till högre, andlig insikt kan beträdas av varje normalt utvecklad människa. Förutsättningarna för detta – Steiner talar i sin bok Andlig skolning om organ för klarseende – är potentiellt närvarande i varje människa. Detta kräver i allmänhet en grundlig och systematisk skolning av de nödvändiga förmågorna samt att man uppfyller vissa villkor. Genom andliga övningar och meditationer uppnår man undan för undan ett intuitivt skådande som gör det möjligt för människan att varsebli den andliga världen och dess fenomen. Det behövs dock vägledning av en erfaren andlig forskare, om man ska kunna skilja sann insikt om de högre världarna från rena inbillningar. Den som inte har utvecklat detta skådande kan visserligen förstå rönen från den andliga forskningen men inte verifiera deras sanningshalt.

## Antroposofin i Sverige
I Sverige har rörelsen sitt centrum i Järna och Ytterjärna söder om Södertälje, och rörelsens verksamheter är där tillsammans den största arbetsgivaren med närmare 2 000 sysselsatta. Kulturhuset i Ytterjärna (arkitekt Erik Asmussen) är ett kulturcentrum som drivs av Kulturforum Järna AB. Saltå kvarns huvudägare är antroposofiska stiftelsen Vidarstiftelsen. Vårdinge by folkhögskola är del i en bygemenskap med de antroposofiska sällskapen Rudolf Steinerstiftelsen och Hagastiftelsen. Verksamheten i Sverige är ett ekonomiskt konglomerat som till centrala delar bedrivs i förenings- och stiftelseform utan skyldighet att lämna ut någon ekonomisk årsredovisning.

## Utåtriktade antroposofiska verksamheter
Den breda allmänheten kommer i kontakt med antroposofin genom rörelsens skolverksamhet, jordbruk och läkekonst. Till rörelsen hör Waldorfskolorna som använder en egen pedagogik där ockulta inslag som eurytmi och övningar för att beveka olika andeväsen ingår som en central del. Waldorflärarutbildningen har befunnits inte vila på vetenskaplig grund.
Det finns flera biodynamiska jordbruk i Sverige, biodynamisk odling bedrivs enligt antroposofiska läror där till exempel konstgödsel inte används, men kompostering och vallodling är centrala. Teorierna använder pseudovetenskapliga förklaringsmodeller och baseras också på till exempel månens cykler.

### Antroposofisk läkekonst
Antroposofisk medicin började praktiseras på 1920-talet av läkare i samarbete med Steiner. Bland annat tillämpas homeopatiska preparat som inte är godkända av Läkemedelsverket, men som tidigare har fått säljas på dispens. Sedan 2007 finns dock en EU-prejudikat om att alla läkemedel måste följa gällande praxis och att ingen dispens från denna längre får beviljas. Antroposoferna har även gjort sig kända för att vara emot vaccinering, vilket i sin tur kopplas till flera epidemier och sjukdomsutbrott i Järna-området.
I Sverige bedrevs 1985-2019 antroposofisk verksamhet vid Vidarkliniken i Järna utanför Södertälje.[källa behövs] Antroposofisk medicin är pseudovetenskaplig.

## Konst, arkitektur och religion
Sedan starten under 1910-talet har konsten haft en central roll inom den antroposofiska rörelsen. Steiner har till exempel utvecklat en speciell rörelsekonst som kallas eurytmi. Antroposofin har inspirerat målare som Hilma af Klint och Arne Klingborg, författare som Edith Södergran, Walter Ljungqvist och nobelpristagaren Saul Bellow. Inom arkitektur har Steiners formspråk utvecklats genom ett antal byggnader med Steiner som arkitekt, varav den mest kända är Goetheanum i Dornach, Schweiz, centrum för antroposofin i världen. Rörelsen omfattar även ett religiöst samfund benämnt Kristensamfundet.

## Kända antroposofer
- Rudolf Steiner, filosof och grundare av antroposofin
- Arne Klingborg, konstnär och före detta ordförande i Antroposofiska Sällskapet Sverige
- Jörgen Smit, bland annat högskolelärare, föreläsare och författare
- Erik Asmussen, arkitekt
- Kurt Wegner, konstnär
- Hilma af Klint, konstnär
- Åke Kumlander, finansman
- Åke Fant, doktor i konsthistoria vid Stockholms universitet
- Frans Carlgren, lärare och författare
- Göran Fant, lärare och redaktör
- Fritz Fuchs, färgsättare